# Alfornelos (Metro de Lisboa)
Alfornelos es una estación del Metro de Lisboa. Se sitúa en el municipio de Amadora, entre las estaciones Amadora Este y Pontinha de la Línea Azul. Fue inaugurada el 15 de mayo de 2004 junto con la estación Amadora Este, en el ámbito de la expansión de esta línea a la zona de la Falagueira, ya fuera de los límites de jurisdicción de la ciudad de Lisboa.
Esta estación se ubica en la Praça Teófilo Braga. El proyecto arquitectónico es de la autoría del arquitecto Álvaro Barradas y las intervenciones plásticas de la pintora Ana Vidigal. A semejanza de las estaciones más recientes, está equipada para poder atender a pasajeros con discapacidades motrices; varios ascensores facilitan el acceso al andén.
La estación presenta una nave central donde se encuentra el atrio céntrico, y debajo el andén. Dos naves laterales perpendiculares a la primera dan acceso a las cuatro salidas, dos hacia el este y las otras dos hacia el oeste. Los pavimentos y remates de las paredes son de piedra caliza, azulejo y mosaico de porcelana. En cuanto a la intervención plástica de Ana Vidigal, se puede decir que pretende remarcar el tema de los viajes; la idea se transmite a los pasajeros a través de la pintura en "moldes de Burda" (relativos a la costura y a la moda; líneas rectas verticales y horizontales) que pretenden simbolizar la maraña de la red urbana. Estos paneles están colocados en los tímpanos y en las paredes situadas frente a las escaleras mecánicas de las cuatro entradas, de forma que los pasajeros los vean fácilmente.

## Tarifas

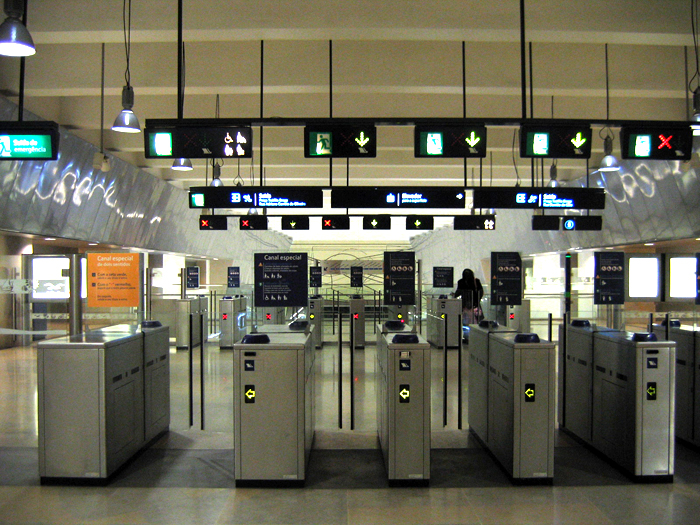
Entrada a la estación de Alfornelos

Circulando en la línea Azul en el sentido Santa Apolónia - Reboleira, después de la estación Pontinha se entra en la Corona 1. Este paso de zona implica un pago adicional en el acto de la compra del billete (billete 2 Zonas). Lo mismo ocurre en la línea Amarilla después de la estación Senhor Roubado, en dirección a la estación de Odivelas.